# Pile-Tygelsjö
Pile-Tygelsjö är en småort i stadsdelen Limhamn-Bunkeflo i Malmö, Skåne län.